# Mary Wineberg
Mary Wineberg  z domu Mary Danner (ur. 3 stycznia 1980 w Brooklyn, Nowy Jork) – amerykańska lekkoatletka, sprinterka, złota medalistka olimpijska z Pekinu w sztafecie 4 x 400 m, mistrzyni świata w sztafecie 4 x 400 m.

## Igrzyska olimpijskie
| Miejsce | Dzień       | Rok  | Miejscowość | Konkurencja        | Czas biegu  | Strata | Zwycięzca          |
| ------- | ----------- | ---- | ----------- | ------------------ | ----------- | ------ | ------------------ |
| 11.     | 17 sierpnia | 2008 | Pekin       | bieg na 400 m      | 51,13 s     | -      | Christine Ohuruogu |
| złoto   | 23 sierpnia | 2008 | Pekin       | sztafeta 4 x 400 m | 3:18,54 min | -      | -                  |

## Mistrzostwa świata
| Miejsce | Dzień       | Rok  | Miejscowość | Konkurencja        | Czas biegu  | Strata   | Zwycięzca          |
| ------- | ----------- | ---- | ----------- | ------------------ | ----------- | -------- | ------------------ |
| 8.      | 29 sierpnia | 2007 | Osaka       | bieg na 400 m      | 50,96 s     | + 1,35 s | Christine Ohuruogu |
| złoto   | 2 września  | 2007 | Osaka       | sztafeta 4 x 400 m | 3:18,55 min | -        | -                  |

## Halowe mistrzostwa świata
| Miejsce | Dzień    | Rok  | Miejscowość | Konkurencja        | Czas biegu  | Strata   | Zwycięzca       |
| ------- | -------- | ---- | ----------- | ------------------ | ----------- | -------- | --------------- |
| brąz    | 16 marca | 2003 | Birmingham  | sztafeta 4 x 400 m | 3:31,69 min | + 3,24 s | Rosja           |
| 14.     | 10 marca | 2006 | Moskwa      | bieg na 400 m      | 53,07 s     | -        | Olesia Forszewa |
| srebro  | 12 marca | 2006 | Moskwa      | sztafeta 4 x 400 m | 3:28,63 min | + 3,72 s | Rosja           |

### Rekordy życiowe
- bieg na 200 m - 23,48 s (2008)
- bieg na 400 m - 50,24 s (2007)